# Stazione Mizuho
La stazione Mizuho (in giapponese みずほ基地) è un'installazione antartica giapponese.
Localizzata ad una latitudine di 70°41'S e ad una latitudine di 19°54'O la base si trova ad un'altitudine di 2230 metri. La struttura è ubicata nella costa del principe Olav, terra della regina Maud e dipende sia logisticamente che amministrativamente dalla base Syowa.
Inaugurata nel luglio 1970 come base estiva, la stazione ha funzionato durante tutto l'anno dal 1976 al 1986 compiendo studi di meteorologia, glaciologia, fisica dell'alta atmosfera (mesosfera ed esosfera).
Attualmente funge da stazione meteorologica e viene occupata sporadicamente per osservazioni meteorologiche e glaciologiche. È inoltre punto di appoggio logistico tra la stazione Syowa e la base monte Fuji.